# Gorytes quinquecinctus
Gorytes quinquecinctus  (лат.) — род песочных ос рода Gorytes из подсемейства Bembicinae (триба Bembicini). Палеарктика: Европа, Россия: Карелия, Ярославская обл., Брянская обл., Воронежская обл., Волгоградская обл., Ростовская обл., Северный Кавказ, Ульяновская обл., Самарская обл., Новосибирская обл., Кемеровская обл.,
Алтай, Красноярский край, Тува, Иркутская обл., Забайкальский край), Украина, Турция, Азербайджан, Кыргызстан, Узбекистан, Казахстан, Корея, Монголия, Алжир, Марокко, Тунис.

## Описание
Мелкие осы (около 1 см), чёрные с желтоватыми отметинами. Мандибулы чёрные, клипеус чёрный с жёлтым пятном. Плечевые бугры жёлтые. 
Срединное поле промежуточного сегмента морщинистое. Медиальная жилка заднего крыла начинается перед концом субмедиальной ячейки. Ацетабулярный киль короткий. Мезоплевры с омалюсами и стернаулюсами. У самок 1-й членик передней лапки с 2 щетинками на боковой поверхности. 
Гнездятся в земле. Личинок кормят мелкими цикадками (Auchenorrhyncha)
.